# Derecho a la defensa
El derecho a la defensa es el derecho fundamental de una persona, física o jurídica, o de algún colectivo a defenderse ante un tribunal de justicia de los cargos que se imputan con plenas garantías de igualdad e independencia. Se trata de un derecho que se da en todos los órdenes jurisdiccionales, y se aplica en cualquiera de las fases del procedimiento penal (sumario, intermedia y juicio oral) y civil (alegaciones, prueba y conclusiones). Asimismo, se impone a los tribunales de justicia el deber de evitar desequilibrios en la posición procesal de ambas partes e impedir que las limitaciones de alguna de las partes puedan desembocar en una situación de indefensión. Es parte inseparable del concepto conocido como debido proceso.

## Normas de ámbito mundial

### Declaración Universal de Derechos Humanos

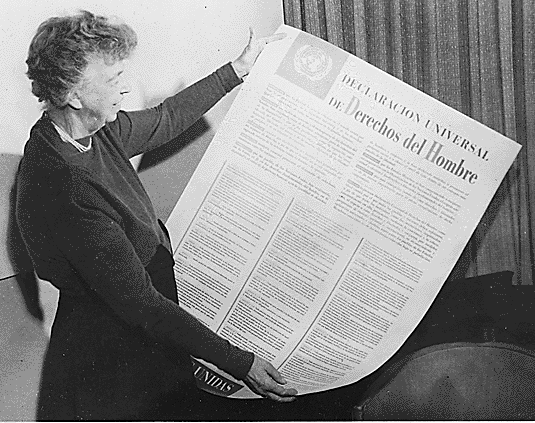
La Declaración Universal de los Derechos Humanos reconoce el Derecho a la defensa a todo ser humano.

La Declaración Universal de los Derechos Humanos proclamada por la Asamblea General de las Naciones Unidas el 10 de diciembre de 1948 no es un tratado internacional que vincule jurídicamente a los Estados que lo firmen, pero sí ha llegado a ser considerada como una norma de Derecho Internacional consuetudinario, dada su amplia aceptación; además, algunos ordenamientos nacionales se remiten a ella para la interpretación de sus propios derechos fundamentales. La Declaración regula el derecho a la defensa en sus artículos 10 y 11:

Artículo 10.
Toda persona tiene derecho, en condiciones de plena igualdad, a ser oída públicamente y con justicia por un tribunal independiente e imparcial, para la determinación de sus derechos y obligaciones o para el examen de cualquier acusación contra ella en materia penal.
Artículo 11.
1. Toda persona acusada de delito tiene derecho a que se presuma su inocencia mientras no se pruebe su culpabilidad, conforme a la ley y en juicio público en el que se le hayan asegurado todas las garantías necesarias para su defensa.
2. Nadie será condenado por actos u omisiones que en el momento de cometerse no fueron delictivos según el Derecho nacional o internacional. Tampoco se impondrá pena más grave que la aplicable en el momento de la comisión del delito.

### Pacto Internacional de Derechos Civiles y Políticos
A diferencia de la Declaración, el Pacto Internacional de Derechos Civiles y Políticos sí es un tratado internacional cuyo cumplimiento es exigible a los Estados que lo han ratificado. Además, el Pacto creó un organismo independiente, el Comité de Derechos Humanos, encargado de supervisar el cumplimiento de sus estipulaciones.
El artículo 14.3 del Pacto regula el derecho a la defensa de las personas acusadas de haber cometido un delito en los siguientes términos:

3. Durante el proceso, toda persona acusada de un delito tendrá derecho, en plena igualdad, a las siguientes garantías mínimas:
a) A ser informada sin demora, en un idioma que comprenda y en forma detallada, de la naturaleza y causas de la acusación formulada contra ella;
b) A disponer del tiempo y de los medios adecuados para la preparación de su defensa y a comunicarse con un defensor de su elección;
c) A ser juzgado sin dilaciones indebidas;
d) A hallarse presente en el proceso y a defenderse personalmente o ser asistida por un defensor de su elección; a ser informada, si no tuviera defensor, del derecho que le asiste a tenerlo, y, siempre que el interés de la justicia lo exija, a que se le nombre defensor de oficio, gratuitamente, si careciere de medios suficientes para pagarlo;
e) A interrogar o hacer interrogar a los testigos de cargo y a obtener la comparecencia de los testigos de descargo y que éstos sean interrogados en las mismas condiciones que los testigos de cargo;
f) A ser asistida gratuitamente por un intérprete, si no comprende o no habla el idioma empleado en el tribunal;
g) A no ser obligada a declarar contra sí misma ni a confesarse culpable.

El Pacto fue adoptado por resolución de la Asamblea General de las Naciones Unidas en 1966, y entró en vigor el 23 de marzo de 1976, tras haber sido ratificado por los primeros 35 Estados.

### Normas sectoriales
En concreto refiriéndonos a los derechos del menor de edad:
- Convención sobre los Derechos del Niño, aprobada por la Asamblea General de Naciones Unidas el 20 de noviembre de 1989.[3] Artículo que dice así:

Artículo 40. »2. Con ese fin, y habida cuenta de las disposiciones pertinentes de los instrumentos internacionales, los Estados partes garantizarán, en particular:

a.   (...)

b.   Que todo niño del que se alegue que ha infringido las leyes penales o a quien se acuse de haber infringido esas leyes se le garantice, por lo menos, lo siguiente:

I.   (...)

II.   Que será informado sin demora y directamente o, cuando sea procedente, por intermedio de sus padres o sus representantes legales, de los cargos que pesan contra el y que dispondrá de asistencia jurídica u otra asistencia apropiada en la preparación y presentación de su defensa;

III.   Que la causa será dirimida sin demora por una autoridad u órgano judicial competente, independiente e imparcial en una audiencia equitativa conforme a la Ley, en presencia de un asesor jurídico u otro tipo de asesor adecuado y, a menos que se considerare que ello fuere contrario al interés superior del niño, teniendo en cuenta en particular su edad o situación y a sus padres o representantes legales;

### Normas de ámbito regional
- Convención Europea de Derechos Humanos firmada en Roma el 4 de noviembre de 1950.[4]
- Carta de los Derechos Fundamentales de la Unión Europea, redactada en Niza el 7 de diciembre de 2000.[5]
- Convención Americana sobre Derechos Humanos de 1969.

## Regulación por Estados

### Chile
Se halla regulado por la Constitución chilena de 1980, que entre otras cosas establece:
- Que toda persona tiene derecho a defensa jurídica en la forma que la ley señale y ninguna autoridad o individuo podrá impedir, restringir o perturbar la debida intervención del letrado si hubiere sido requerida.
- Nadie podrá ser juzgado por comisiones especiales, sino por el tribunal que señalare la ley y que se hallare establecido por ésta con anterioridad a la perpetración del hecho.
- La ley arbitrará los medios para otorgar asesoramiento y defensa jurídica a quienes no puedan procurárselos por sí mismos. Esta prerrogativa se materializa por medio del privilegio de pobreza.

Además, se añadió en reforma constitucional:
- La ley señalará los casos y establecerá la forma en que las personas naturales víctimas de delitos dispondrán de asesoría y defensa jurídica gratuitas, a efecto de ejercer la acción penal reconocida por esta Constitución y las leyes.
- Toda persona imputada de delito tiene derecho irrenunciable a ser asistida por un abogado defensor proporcionado por el Estado si no nombrare uno en la oportunidad establecida por la ley.

Las principales formas de cumplimiento de esta garantía se consagran en la institución de abogado de turno y por organismos como la Corporación de Asistencia Judicial y la Defensoría Penal Pública.

### España
Se halla regulado por la Constitución española de 1978, el artículo 24 de la cual señala:

Asimismo, todos tienen derecho al Juez ordinario predeterminado por la Ley, a la defensa y a la asistencia de letrado, a ser informados de la acusación formulada contra ellos, a un proceso público sin dilaciones indebidas y con todas las garantías, a utilizar los medios de prueba pertinentes para su defensa, a no declarar contra sí mismos, a no confesarse culpables y a la presunción de inocencia.

De esta manera se establecen mecanismos como los servicios de orientación jurídica, la Asistencia jurídica gratuita o los abogados de oficio.

### Venezuela
Análogamente, en Venezuela el derecho a la defensa se encuentra establecido en la Constitución de Venezuela de 1999, la cual señala:

El debido proceso se aplicará a todas las actuaciones judiciales y administrativas; en consecuencia:
- 1. La defensa y la asistencia jurídica son derechos inviolables en todo estado y grado de la investigación y del proceso. Toda persona tiene derecho a ser notificada de los cargos por los cuales se le investiga, de acceder a las pruebas y de disponer del tiempo y de los medios adecuados para ejercer su defensa. Serán nulas las pruebas obtenidas mediante violación del debido proceso. Toda persona declarada culpable tiene derecho a recurrir del fallo, con las excepciones establecidas en esta Constitución y la ley.
- 2. Toda persona se presume inocente mientras no se pruebe lo contrario.
- 3. Toda persona tiene derecho a ser oída en cualquier clase de proceso, con las debidas garantías y dentro del plazo razonable determinado legalmente, por un tribunal competente, independiente e imparcial establecido con anterioridad. Quien no hable castellano o no pueda comunicarse de manera verbal, tiene derecho a un intérprete.
- 4. Toda persona tiene derecho a ser juzgada por sus jueces naturales en las jurisdicciones ordinarias, o especiales, con las garantías establecidas en esta Constitución y en la ley. Ninguna persona podrá ser sometida a juicio sin conocer la identidad de quien la juzga, ni podrá ser procesada por tribunales de excepción o por comisiones creadas para tal efecto.
- 5. Ninguna persona podrá ser obligada a confesarse culpable o declarar contra sí misma, su cónyuge, concubino o concubina, o pariente dentro del cuarto grado de consanguinidad y segundo de afinidad.

La confesión solamente será válida si fuere hecha sin coacción de ninguna naturaleza.
(...).

### Estados Unidos
En los Estados Unidos, el derecho a la defense se encuentra establecido en partes de la Quinta y Sexta enmienda de la Constitución de los Estados Unidos,

### Argentina
Se encuentra regulado en la Constitución de la Nación Argentina que señala

Es inviolable la defensa en juicio de la persona y de los derechos (...) Nadie puede ser obligado a declarar contra sí mismo (...)
Artículo 18, Constitución de la Nación Argentina

Es una garantía constitucional que permite que las demás garantías (debido proceso, principio de inocencia, in dubio pro reo, entre otras) tengan una vigencia concreta dentro del proceso penal. Toda persona que se encuentre dentro de un proceso penal esta asistido por este derecho. Esta garantía opera durante todo el proceso y hasta la ejecución de la pena o la medida de seguridad impuesta.
Se puede dividir en dos tipos de defensa:
1. Derecho de defensa material: es ejercida por el propio imputado/acusado, quien tiene el derecho a conocer la imputación clara, precisa y circunstanciada[14] que se le dirige,  para que la posibilidad de ser oído sea un medio eficiente de ejercer su defensa.  tiene derecho a ser oído durante todo el proceso (tanto en la etapa de Instrucción como en la etapa del Juicio oral), es la oportunidad que se le otorga para presentar su versión de los hechos. Se basa en el principio de contradicción. El derecho a ser oído tiene intima relación con el dictado de la sentencia, la cual solo debe expedirse sobre los hechos y circunstancias que contiene la imputación. Esta regla se expresa como el principio de correlación entre la acusación y la sentencia o también llamada principio de congruencia.[14]
2. Derecho de defensa técnica: es ejercida por la defensa del imputado/acusado. Es quien vela por el debido proceso.

El imputado debe ser asistido por un defensor letrado, es decir, por un abogado que, con su conocimiento de las leyes y del proceso, acreciente sus posibilidades de defensa
Alberto Binder

Además, de esta garantía se derivan ciertas facultades que podrá ejercer el imputado/defensa durante el proceso para influir en la decisión final, tales como: ofrecer prueba, examinar la prueba presentada, controlarla y valorarla. Una manera de verificar el ejercido de este derecho,  es que se requiere la presencia ininterrumpida del imputado durante todo el debate y hasta el dictado de la sentencia; lo cual refiere al principio de inmediación.
Otras derivaciones de esta garantía son:
- Inadmisibilidad de la reformatio in pejius
- Inadmisibilidad del juicio contra ausentes: es la prohibición que tiene el Estado de realizar un juicio penal en ausencia del imputado.
- Incoercibilidad del imputado como órgano de prueba: es la prohibición que tiene el Estado de obligar al imputado a declarar contra sí mismo, regulado en la Constitución de la Nación Argentina.

La Corte Suprema de Justicia de la Nación se ha pronunciado en varios fallos y ha ido dándole un sentido genérico a esta garantía, esto se refleja en el fallo "Lancerón de Dubois, María Luisa c/ Dirección de Vinos y otras Bebidas Zona Cuyo" (CSJN- 1960) que se ha pronunciado de la siguiente manera:

Es violatoria de la defensa en juicio la resolución administrativa que condena por infracción a los arts. 12, inc. a), y 13, inc. a), de la ley 12.372, sin haberse dado a la presunta infractora participación en el proceso de ¨contra  verificación¨; desde que, habiéndosele conferido vista cuando ya la prueba estaba producida, se le ha privado del ejercicio del derecho que expresamente le acuerda el art. 2° del decreto 25.716/51, habida cuenta que tal procedimiento no podía ser reiterado.

El art. 18 de la Constitución Nacional impone la debida defensa para que un habitante de la Nación pueda ser penado o privado de sus derechos. Ella falta cuando no se ha dado audiencia al litigante o inculpado en el procedimiento que se le sigue, impidiéndosele así ejercitar sus derechos en la forma y con las solemnidades correspondientes.
Corte Suprema de Justicia de la Nación Argentina

### Chile
- Derecho a defensa en la legislación chilena.
- El Derecho a la Defensa y La Jurisprudencia Constitucional, Publicaciones Jurídicas Venezolanas.
- El derecho de defensa como derecho devaluado, Joaquín Álvarez Landete.

### España
- Justicia gratuita Página del Consejo General de la Abogacía Española donde acudir a buscar información.
- Uso incorrecto de la plantilla enlace roto (enlace roto disponible en Internet Archive; véase el historial, la primera versión y la última). con información útil y actualizada.

### Colombia
- Derecho a la defensa desde el primer momento del proceso penal es ratificado por la Corte Constitucional de Colombia

- Datos: Q3709101